# Philodina gregaria
Philodina gregaria — вид коловерток родини Philodinidae.

## Поширення
Космополітичний вид. Живе у невеликих прісних водоймах. Відомий в Антарктиді, де протягом літнього сезону її можна зустріти в таких великих кількостях, що вони забарвлюють дно озер в червоний колір. Здатні витримувати тривале заморожування.